# Anne Bennent
Anne Bennent (Losanna, 13 ottobre 1963) è un'attrice svizzera.

## Biografia
Attiva sin da bambina nel cinema e in televisione, ha recitato in oltre trenta differenti produzioni in lingua francese e in lingua tedesca. È un volto noto al pubblico anche per aver partecipato, negli anni ottanta, a diversi episodi della serie televisiva L'ispettore Derrick.
La sua è una famiglia di attori: è infatti figlia dell'attore Heinz Bennent e sorella dell'attore David Bennent (protagonista de Il tamburo di latta).

## Filmografia

### Cinema
- Trop c'est trop!, regia di Didier Kaminka (1975) - non accreditata
- Sternsteinhof, regia di Hans W. Geißendörfer (1976)
- Die Wildente, regia di Hans W. Geißendörfer (1976)
- Il tamburo di latta (Die Blechtrommel), regia di Volker Schlöndorff (1979) - non accreditata
- Lulù, regia di Walerian Borowczyk (1980)
- L'Amour des femmes, regia di Michel Soutter (1981)
- Brandmale, regia di George Moorse (1982)
- Domino, regia di Thomas Brasch (1982)
- Schnelles Geld, regia di Raimund Koplin, George Moorse e Renate Stegmüller (1983)
- Un amore di Swann (Un amour de Swann), regia di Volker Schlöndorff (1984)
- 71 frammenti di una cronologia del caso (71 Fragmente einer Chronologie des Zufalls), regia di Michael Haneke (1994)
- Requiem für eine romantische Frau, regia di Dagmar Knöpfel (1999)
- Silentium, regia di Wolfgang Murnberger (2004)
- Bleiben will ich wo ich nie gewesen bin, regia di Libertad Hackl (2007)
- Séraphine, regia di Martin Provost (2008)
- Töte mich, regia di Emily Atef (2012)
- Quando Hitler rubò il coniglio rosa (Als Hitler das rosa Kaninchen stahl), regia di Caroline Link (2019)
- Fabian - Going to the Dogs (Fabian oder Der Gang vor die Hunde), regia di Dominik Graf (2021)
- Jill, regia di Steven Michael Hayes (2021)

### Televisione
- Die Eltern, regia di Hans W. Geißendörfer – film TV (1974)
- Der Kommissar – serie TV, episodio 7x10 (1975)
- Lobster – miniserie TV, 1 puntata (1976)
- Il commissario Köster (Der Alte) – serie TV, episodio 2x08 (1978)
- Theodor Chindler - Die Geschichte einer deutschen Familie – miniserie TV, 1 puntata (1979)
- Der Tote bin ich, regia di Alexander von Eschwege – film TV (1979)
- Meine Seele ist eine leidenschaftliche Tänzerin - Bettina von Arnim, regia di Jochen Richter – film TV (1980)
- Der Snob, regia di Wolfgang Staudte – film TV (1984)
- L'ispettore Derrick (Derrick) – serie TV, 6 episodi (1978-1986)
- Der einsame Weg, regia di Thomas Langhoff – film TV (1987)
- Othello, der Mohr von Venedig, regia di George Tabori e C. Rainer Ecke – film TV (1991)
- Ivanov, regia di Hugo Käch e Peter Zadek – film TV (1992)
- Die Straße nach Istanbul, regia di Peter Sämann – film TV (1997)
- Tatort – serie TV, 1 episodio (2001)
- Wambo, regia di Jo Baier – film TV (2001)
- Princesse Marie – serie TV, episodi 1x01-1x02 (2004)
- Commissario Laurenti – serie TV, episodio 1x01 (2006)
- Les Faux-monnayeurs, regia di Benoît Jacquot – film TV (2010)